# Prunus undulata
Prunus undulata — вид квіткових рослин із підродини мигдалевих (Amygdaloideae).

## Біоморфологічна характеристика
Це вічнозелений кущ чи дерево; може вирости 5–16 метрів у висоту.

## Поширення, екологія
Ареал: центральний і південний Китай, північна Індія, Непал, Бутан, Бангладеш, М'янма, північний Таїланд, Лаос, В'єтнам, Індонезія. Населяє схили в широколистяних вічнозелених і змішаних хвойних лісах, біля струмків; на висотах від 500 до 3600 метрів.

## Використання
Рослина збирається з дикої природи для місцевого використання як їжа та джерело матеріалів. Плоди вживають сирими чи приготовленими. З листя можна отримати зелений барвник. З плодів можна отримати барвник від темно-сірого до зеленого. Червонувато-коричнева деревина має красиву хвилясту сріблясту текстуру. Корисна деревина, використовується для дощок і ящиків.